# Dan Barber
Dan Barber, né en 1969, est un cuisinier américain, copropriétaire des restaurants Blue Hill, à Manhattan (New York, État de New York, États-Unis) et Blue Hill at Stone Barns (au sein du Stone Barns Center for Food & Agriculture, État de New York). 

## Biographie
Dan Barber étudie à l'université Tufts puis au French Culinary Institute. Il a travaillé au restaurant Chez Panisse, ainsi qu'aux côtés de chefs Michel Rostang et David Bouley. Il a reçu plusieurs prix récompensant sa cuisine au cours des années 2000, dont le prix de meilleur chef des États-Unis de la James Beard Foundation en 2009. La même année, il figure dans le classement Time 100. 
Il a donné deux TED Talks, le premier en 2008 sur la ferme d'Eduardo Sousa, qui produit du foie gras sans gavage contraint, et le second en 2010 sur la ferme piscicole extensive de Veta La Palma. En 2014, il publie The Third Plate - Field notes on the future of food, un essai sur l'avenir de l'agriculture et de l'alimentation, dans lequel il plaide notamment en faveur de la restauration du lien entre la production et la consommation de l'alimentation humaine. 
Il a épousé Aria Beth Sloss, romancière et auteure culinaire.